# آنا ويسوكينسكا
آنا ويسوكينسكا (بالبولندية: Anna Wysokińska) مواليد 17 يونيو 1987 في فروتسواف، هي لاعبة كرة يد بولندية تلعب كحارس مرمى. مثلت منتخب بولندا لكرة اليد للسيدات.

## سجل المنافسة
شاركت في البطولات التالية:
- بطولة العالم لكرة اليد للسيدات 2013
- بطولة العالم لكرة اليد للسيدات 2015
- بطولة أوروبا لكرة اليد للسيدات 2014

## روابط خارجية
- آنا ويسوكينسكا على موقع الاتحاد الأوروبي لكرة اليد (الإنجليزية)